# Flagge Sambias
Die Flagge Sambias wurde am Unabhängigkeitstag, dem 24. Oktober 1964, offiziell eingeführt. Die Nationalflagge wurde von Gabriel Ellison, OGDS, MBE, entworfen.

## Bedeutung
Die Farben stammen von der United National Independence Party. Sie haben folgende Bedeutung:
- Grün steht für die Felder und Wälder, die die größte Fläche des Staatsgebietes einnehmen
- Orange symbolisiert die Mineralschätze, insbesondere das Kupfer
- Schwarz ist die Hautfarbe der Bevölkerung
- Rot erinnert an den Kampf zur Erlangung der Freiheit

Der Schreiseeadler lebt am Sambesi, von dessen Namen der Name Sambia abgeleitet ist. Er steht für das Streben zu höheren Zielen und die Fähigkeit der Nation, Probleme zu überwinden.

## Geschichte
Obwohl Nordrhodesien, wie Sambia als Kolonie hieß, bereits zuvor ein Wappen besaß, wurde als Flagge bis 1939 nur der britische Union Jack verwendet. Danach verwendete man die typische britische Kolonialflagge: Eine dunkelblaue Flagge mit dem Union Jack in der Oberecke (Blue Ensign) und im fliegenden Ende das Kolonialwappen. Das Wappen zeigte einen goldenen Schreiseeadler mit einem silbernen Fisch in den Fängen auf hellblauem Grund oberhalb sechs silberner Wellen auf schwarzem Grund, die die Victoriafälle symbolisieren. In Abwandlung ist das Wappen noch heute im Gebrauch.
Zwischen 1953 und 1963 war Nordrhodesien zusammen mit Südrhodesien (heute: Simbabwe) und dem Njassaland (Malawi) Teil der Föderation von Rhodesien und Njassaland. Das neue Wappen zeigte eine goldene, aufgehende Sonne auf blauem Grund für das Njassaland, den roten Löwen für Südrhodesien und die silberne Wellen auf schwarzem Grund für Nordrhodesien. Die Föderation zerbrach am 31. Dezember 1963, als Sambia und Malawi die Unabhängigkeit von Großbritannien erhielten.
Bis 1996 verwendete Sambia eine Flagge mit einem dunkleren Grün.

1:2  Union Jack, 1923 bis 1939
1:2  Nordrhodesien, 1939 bis 1953
1:2  Föderation von Rhodesien und Njassaland
2:3  Sambia, 1964 bis 1996

## Weitere Flaggen Sambias

2:3 Barotselands
Präsidentenflagge
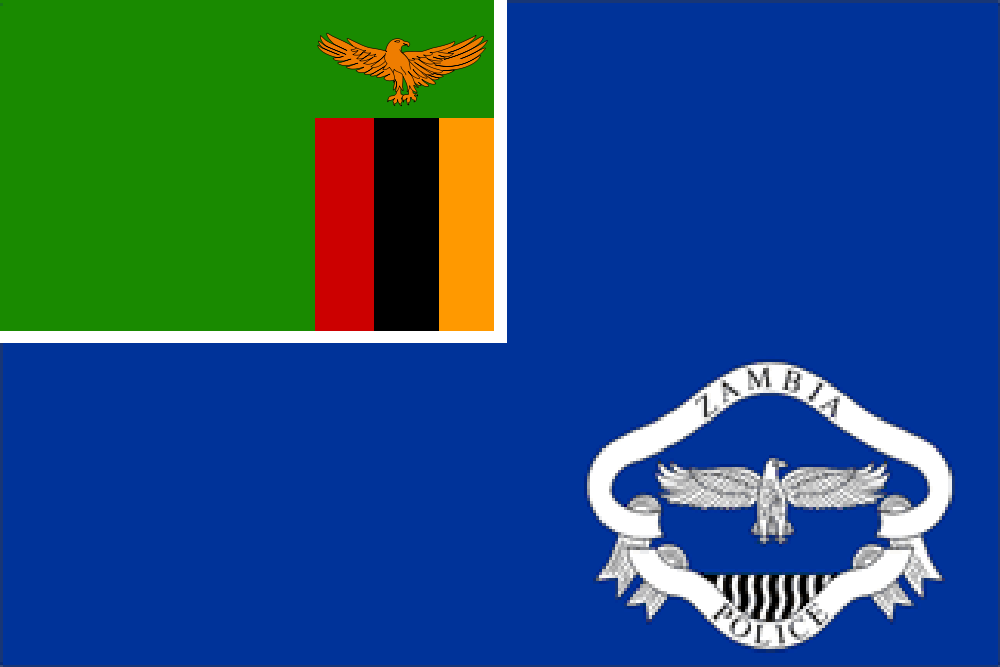
Polizeiflagge
Flagge der Luftwaffe